# Anacondes: la recerca de l'orquídia de sang
Anacondes: la recerca de l'orquídia de sang (títol original en anglès: Anacondas: The Hunt for the Blood Orchid) és una pel·lícula dels Estats Units dirigida per Dwight H. Little el 2004, i protagonitzada per Morris Chestnut, Eugene Byrd, Nicholas Hope, Matthew Marsden i Salli Richardson. Ha estat doblada al català.

## Argument
Set anys després dels esdeveniments de la primera pel·lícula, un grup de científics marxa cap a la selva de Borneo per tal de trobar una misteriosa orquídia vermella, l'orquídia de sang, que té la clau per produir un sèrum per conservar la joventut. Amb el que no compten és que l'orquídia es reprodueix en l'hàbitat de les anacondes i que a més és part de la seva cadena alimentària, la qual cosa fa que aquestes en particular creixin més del normal. Això els portarà a entaular una lluita ferotge per la supervivència. Seqüela d'Anaconda. Al final es veu que els supervivents són rescatats per la bassa que van construir.

## Repartiment
- Johnny Messner: Bill Johnson
- KaDee Strickland: Sam Rogers
- Matthew Marsden: Dr. Jack Byron
- Salli Richardson: Gail Stern
- Eugene Byrd: Cole Burris
- Nicholas Gonzalez: Dr. Ben Douglas
- Karl Yune: Tran Wu
- Morris Chestnut: Gordon Mitchell
- Denis Arndt: CEO
- Andy Anderson: John Livingston

## Rebuda
La pel·lícula va rebre ressenyes més aviat negatives de la crítica. El lloc Rotten Tomatoes indica que la pel·lícula té una ràtio del 26%, basades en 114 ressenyes. Metacritic reporta que el film té una ràtio de 40 sobre 100, basat en 28 critiques. Roger Ebert va donar al film dues de quatre estrelles, una ràtio menor que el de la pel·lícula original. Ebert tanmateix lloava la representació de Matthew Marsden: com a "adequadament traïdor".